# Zaharije
Zaharije ist ein männlicher Vorname, der überwiegend bei Serben verbreitet ist.

## Herkunft
Der Name Zaharija kommt von dem hebräischen Wort zakarya, das bedeutet: Gott wird erwähnt.
Der Name ist bei orthodoxen Völkern weit verbreitet (vergleiche Zacharias).

## Bekannte Namensträger
- Zaharije Prvosavljević, serbischer Groß-Župan

## Varianten
Aus Zaharije gehen folgende Namen hervor:
Zaza, Zakarije, Zare, Zarija, Zarije, Zahar